# James Colledge Pope

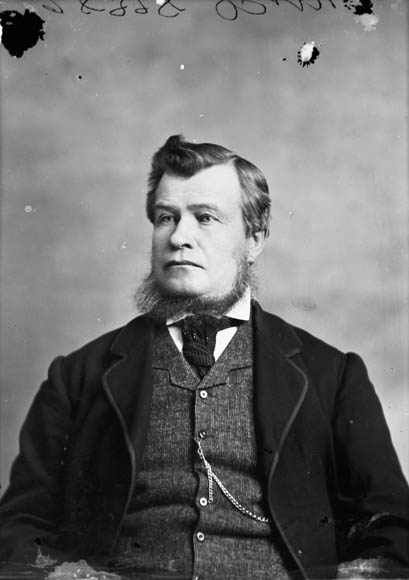
James Colledge Pope

Hon. James Colledge Pope, PC (* 11. Juni 1826 in Bedeque, Prince Edward Island; † 18. Mai 1885 in Summerside, Prince Edward Island) war ein kanadischer Politiker der Conservative Party of Prince Edward Island und der Konservativen Partei Kanadas, der unter anderem zwischen 1865 und 1867, von 1870 bis 1872 und 1873 Premierminister von Prince Edward Island war. Er war ferner zwischen 1873 und 1874 und erneut von 1876 bis 1882 Mitglied des Unterhauses von Kanada sowie von 1878 bis 1882 im 3. kanadischen Kabinett Minister für Seefahrt und Fischerei.

## Leben

### Unternehmer und dreimaliger Premier von Prince Edward Island
James Colledge Pope war der zweite Sohn des Unternehmers und Politikers Joseph Pope (1803–1895), der von 1830 bis 1853 ebenfalls Mitglied der Legislativversammlung von Prince Edward Island war, und dessen erster Ehefrau Lucy Colledge. Sein älterer Bruder war der Politiker William Henry Pope (1825–1879), der als einer der Väter der Kanadischen Konföderation 1867 gilt. Er selbst war zunächst als Schiffbauer, Kaufmann und Reeder tätig und wurde am 1. Juni 1857 für Conservative Party of Prince Edward Island erstmals zum Mitglied der Legislativversammlung der damaligen Kolonie Prince Edward Island gewählt und vertrat in dieser vom 1. Juni 1857 bis 1859 zunächst den Wahlkreis „Prince 3rd District“, danach zwischen 1859 und 1872 den Wahlkreis „Prince 4th District“ sowie zuletzt von 1872 bis September 1873 den Wahlkreis „Charlottetown-Royalty“. 1859 war er Mitglied des Exekutivrates (Executive Council), der Regierung der Kolonie Prince Edward Island. 
Als Nachfolger von John Hamilton Gray wurde er 1865 Vorsitzender der Conservative Party of Prince Edward Island und hatte diese Funktion bis zu seiner Ablösung durch Lemuel Owen 1873 inne. Zugleich löste er Gray am 7. Januar 1865 als Premierminister der Kolonie Prince Edward Island ab und bekleidete das Amt bis zum 14. März 1867, woraufhin George Coles von der Prince Edward Island Liberal Party seine Nachfolge antrat. Als Nachfolger von Robert Haythorne von der Liberalen Partei wurde er 1870 erneut Premier der Kolonie Prince Edward Island und bildete daraufhin eine Koalitionsregierung, die bis 1872 im Amt blieb und daraufhin von einer zweiten Regierung unter Premier Haythorne abgelöst wurde. Im April 1873 übernahm Pole von Haythorne noch einmal das Amt als Premierminister und bekleidete das Amt bis September 1873, woraufhin er auch in dieser Funktion von Lemuel Owen abgelöst wurde. Während seiner Amtszeit trat Prince Edward Island am 1. Juli 1873 als neue Provinz der Kanadischen Konföderation bei, nachdem eine Fährverbindung garantiert worden war.

### Abgeordneter des Kanadischen Unterhauses und Bundesminister
Aufgrund des Beitritts zur Konföderation waren in der Provinz auch Vertreter für den Senat und das Unterhaus Kanadas zu wählen. Bei einer dieser Nachwahlen wurde James Colledge Pope für die Konservative Partei Kanadas am 29. September 1873 im Zwei-Vertreter-Wahlkreis „Prince County“ per Akklamation zum Mitglied des Unterhauses gewählt und vertrat diesen Wahlkreis bis zur Unterhauswahl am 22. Januar 1874, bei der Stanislaus Francis Perry von der Liberalen Partei Kanadas zum neuen Abgeordneten gewählt. 1875 wurde er im Wahlkreis „Prince 5th“ wiederum zum Mitglied der Legislativversammlung von Prince Edward Island gewählt und gehörte dieser bis zum 1. August 1876 an.	
Nachdem David Laird am 7. Oktober 1876 zum Vizegouverneur der Nordwest-Territorien ernannt worden war, wurde Pope als dessen Nachfolger bei der dadurch notwendigen Nachwahl im Zwei-Vertreter-Wahlkreis „Queen’s County“ mit 3199 Stimmen wieder zum Mitglied des Unterhauses gewählt. Während der dritten Legislaturperiode (1874 bis 1878) war er zwischen 1876 und 1878 Mitglied des Ständigen Ausschusses für Eisenbahnen, Kanäle und Telegrafenleitungen sowie Mitglied des Ständigen Ausschusses für öffentliche Konten.
Bei der Unterhauswahl am 17. September 1878 wurde Pope im Wahlkreis „Queen’s County“ mit 3275 Stimmen wieder zum Mitglied des Unterhauses gewählt. Er war in der vierten Legislaturperiode (1878 bis 1882) erneut Mitglied der Ständigen Ausschüsse für Eisenbahnen, Kanäle und Telegrafenleitungen sowie für öffentliche Konten und legte sein Unterhausmandat formell am 19. Oktober 1878 nieder, nachdem er im 3. kanadischen Kabinett zum Minister für Seefahrt und Fischerei berufen wurde. Dieses Ministeramt bekleidete er bis zum 9. Juli 1882, woraufhin Archibald McLelan ihn ablöste. Am 19. Oktober 1882 wurde er außerdem Mitglied des Kanadischen Kronrates. Nach seinem Mandatsverzicht wurde er bei der Nachwahl im Wahlkreis „Queen’s County“ am 9. November 1878 wieder zum Mitglied des Unterhauses gewählt und vertrat diesen Wahlkreis bis zur Unterhauswahl am 20. Juni 1882.